# Cmentarze w Gdańsku

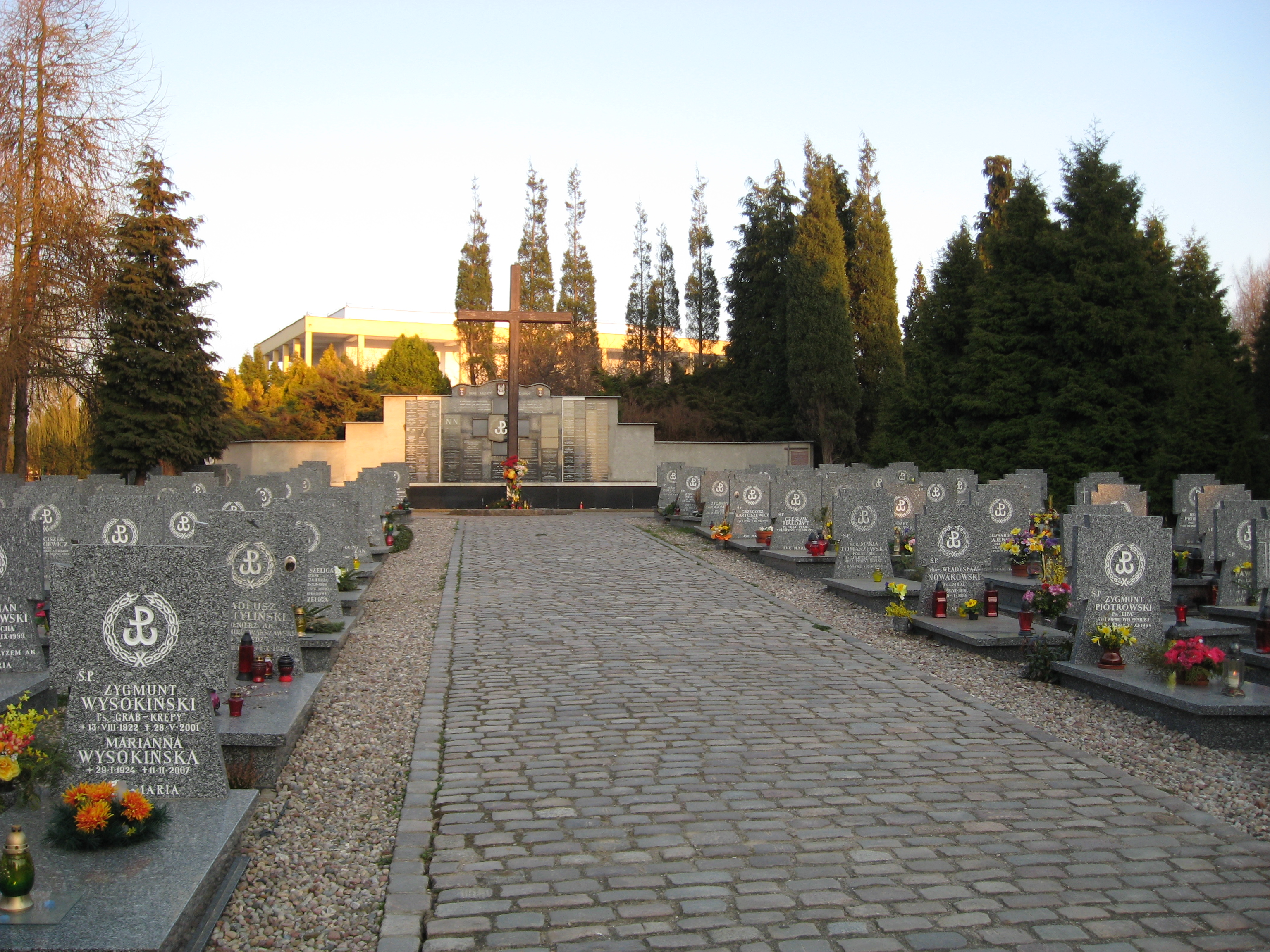
Cmentarz Łostowicki – największa nekropolia Gdańska

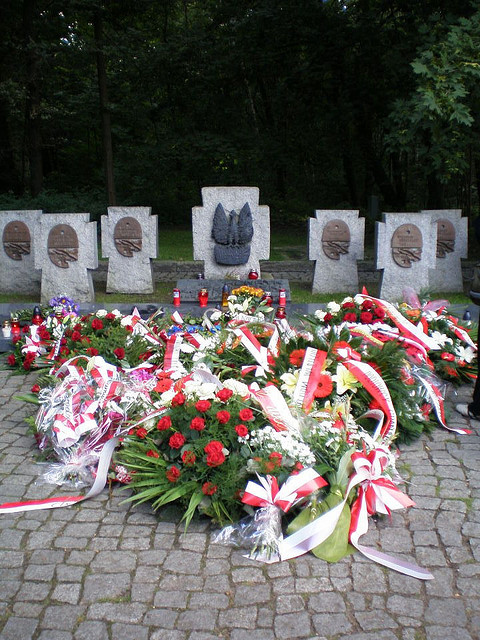
Cmentarz Poległych Obrońców Westerplatte

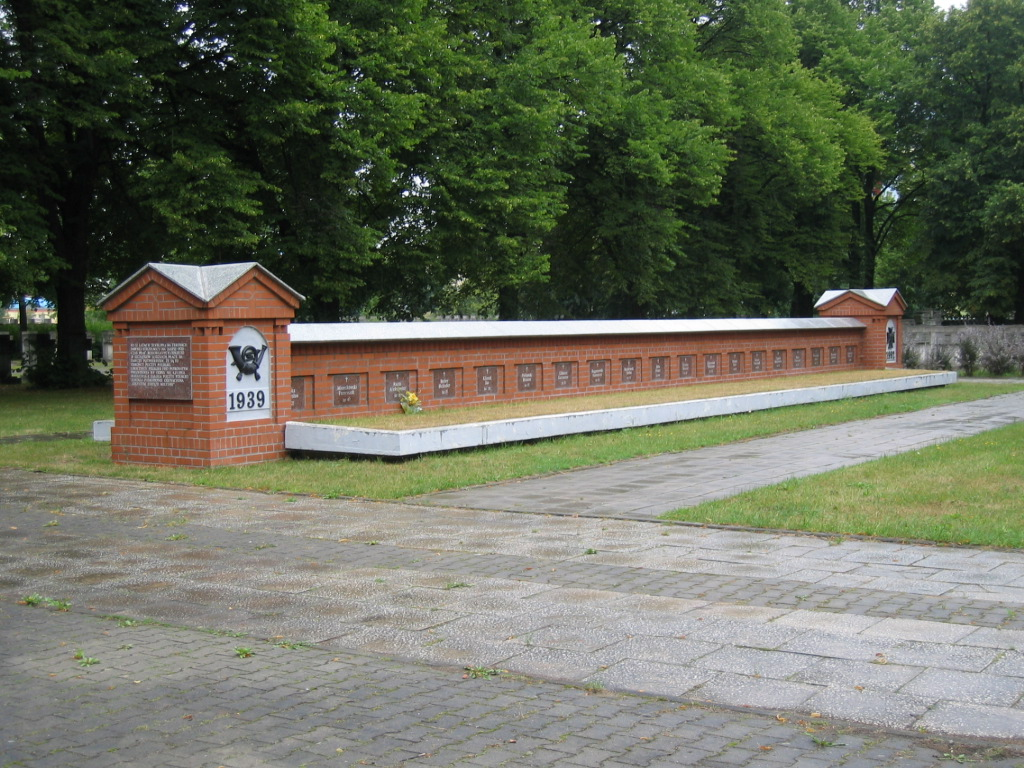
Groby obrońców Poczty Polskiej w Gdańsku na Cmentarzu Ofiar Hitleryzmu

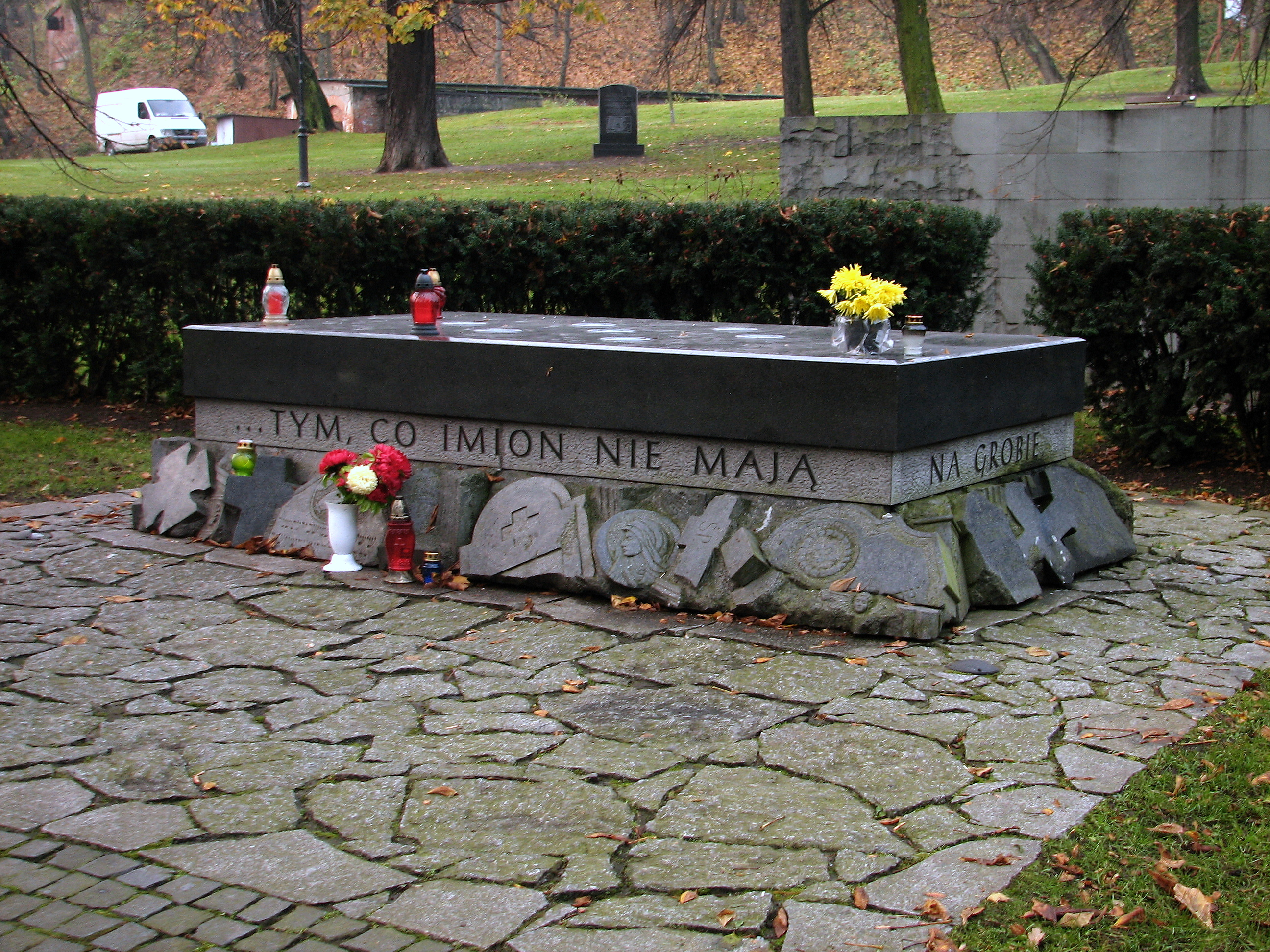
Cmentarz Nieistniejących Cmentarzy

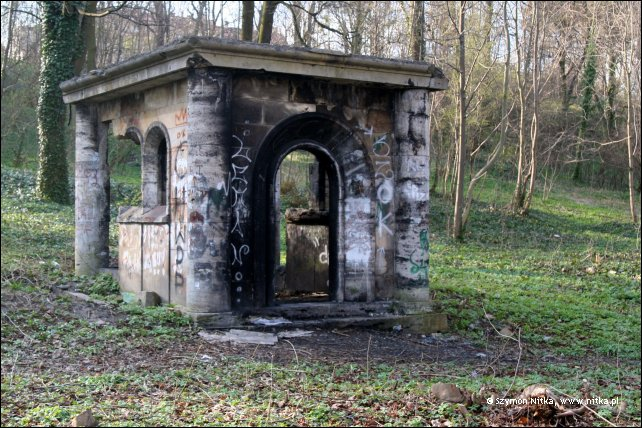
Zniszczony ohel na Żydowskiej Górce, dzielnica Chełm – Stare Szkoty

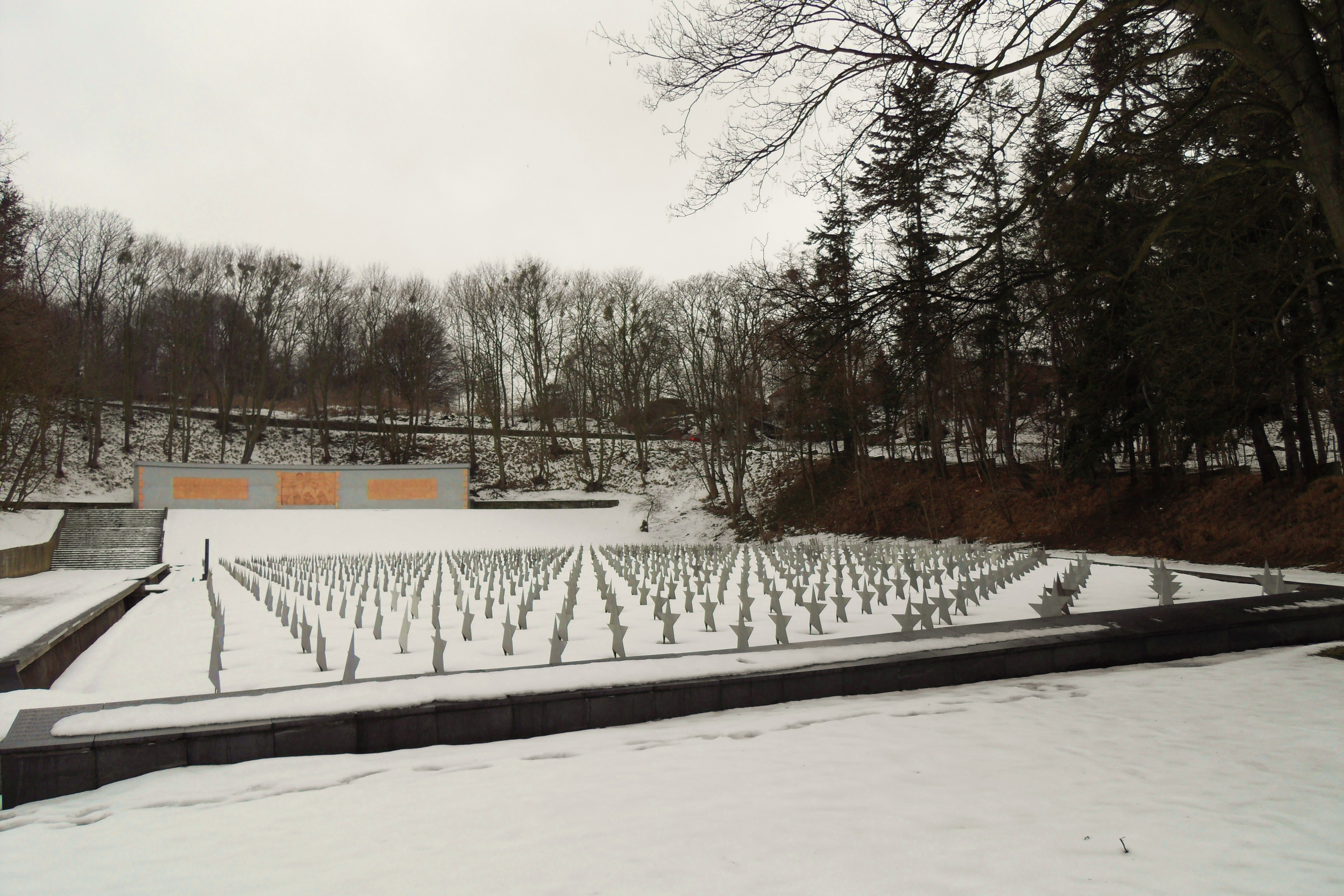
Cmentarz Żołnierzy Radzieckich

Cmentarze w Gdańsku – zajmują 103,6 ha powierzchni miasta. 95,1 ha należy do cmentarzy komunalnych, a 8,5 ha cmentarzy do parafii katolickich. Najstarszym czynnym cmentarzem jest założony na początku XIX wieku cmentarz Garnizonowy.

## Cmentarze czynne
| Nazwa                       | Jednostka administracyjna | Rodzaj     | Powierzchnia w ha |
| --------------------------- | ------------------------- | ---------- | ----------------- |
| św. Brata Alberta           | Kokoszki                  | parafialny | 1,48              |
| Centralny Srebrzysko        | Wrzeszcz Górny            | komunalny  | 27,91             |
| św. Franciszka              | Siedlce                   | komunalny  | 3,08              |
| Garnizonowy                 | Aniołki                   | komunalny  | 5,55              |
| św. Ignacego                | Orunia-Św. Wojciech-Lipce | komunalny  | 2,30              |
| św. Jadwigi                 | Nowy Port                 | komunalny  | 1,72              |
| św. Jana Chrzciciela        | Kokoszki                  | parafialny | 0,19              |
| Łostowicki                  | Ujeścisko-Łostowice       | komunalny  | 46,63             |
| Najświętszego Imienia Maryi | Krakowiec-Górki Zachodnie | parafialny | 1,50              |
| Oliwski                     | Oliwa                     | komunalny  | 4,99              |
| Salvator Nowy               | Orunia-Św. Wojciech-Lipce | komunalny  | 0,7               |
| Sobieszewski                | Wyspa Sobieszewska        | komunalny  | 1,90              |
| św. Walentego               | Matarnia                  | parafialny | 0,88              |
| św. Wojciecha               | Orunia-Św. Wojciech-Lipce | parafialny | 4,50              |

## Cmentarze wojenne
- Cmentarz Ofiar Hitleryzmu – założony w 1948[3] cmentarz w dzielnicy Zaspa-Rozstaje o powierzchni 3,3 ha. Chowano na nim zwłoki rozstrzelanych obrońców Poczty Polskiej w Gdańsku, więźniów obozu koncentracyjnego Stutthof oraz ciała z innych miejsc kaźni. Od 1945 jest to miejsce pamięci narodowej. W czasie I wojny światowej chowano tutaj zmarłych jeńców.
- Cmentarz Poległych Obrońców Westerplatte – utworzony w 1946 na Westerplatte. Spoczywają tu prochy obrońców Wojskowej Składnicy Tranzytowej z 1939.
- Cmentarz Żołnierzy Francuskich – powstały w 1967[4] cmentarz obywateli francuskich, którzy zginęli na terenie Polski podczas obu wojen światowych.
- Cmentarz Żołnierzy Radzieckich – położony w dzielnicy Aniołki cmentarz założony w l. 1946-1955[5]. Spoczywa na nim 3 tysiące żołnierzy radzieckich, którzy zginęli podczas walk na Pomorzu w 1945.

## Cmentarze nieczynne
Po 1945 władze PRL masowo likwidowały istniejące w Gdańsku cmentarze, kojarząc je z niemiecką przeszłością miasta. Na miejscu byłych nekropolii tworzono tereny zielone. W 2002 miasto Gdańsk upamiętniło nieistniejące nekropolie tworząc symboliczny Cmentarz Nieistniejących Cmentarzy.
- Cmentarz św. Barbary – nieistniejący cmentarz na osiedlu Suchanino. Został zlikwidowany w 1964[6].
- Cmentarz Brętowski – parafialny cmentarz katolicki w zachodniej części Wrzeszcza Górnego. Otwarty w 1906, od 1947 na cmentarzu nie są już chowani zmarli, w 1956 cmentarz został zamknięty (ostatni pochówek miał miejsce w 1958); istnieje do dziś[7][8].
- Cmentarz parafialny w Brzeźnie
- Cmentarz Katolicki na Chełmie – cmentarz na Biskupiej Górce w dzielnicy Chełm, powstały na miejscu cmentarza cholerycznego. Została tu pochowana Stanisława Przybyszewska. Został zamknięty w 1946[9].
- Cmentarz na Oruni – parafialny cmentarz ewangelicki pw. Świętego Jerzego istniejący w latach 1550–1956 na Oruni. Obecnie tereny zielone.
- Cmentarz na Szubienicznej Górze – komunalny cmentarz urnowy zlikwidowany w 1945. Mieścił się na osiedlu Aniołki, przy ulicy Traugutta, nieopodal stadionu miejskiego[10].
- Cmentarz na Stogach – ewangelicki cmentarz na osiedlu Stogi. Obecnie nie istnieje.
- Cmentarz Ujeściski – cmentarz ewangelicki położony na Ujeścisku. Był czynny w latach 1648–1961.
- Cmentarze przy Wielkiej Alei – kompleks pięciu cmentarzy po obu stronach Wielkiej Alei (Alei Zwycięstwa). Zlikwidowane w okresie PRL-u. Obecnie są to tereny zielone np. Park Steffensa, znajduje się tutaj lapidarium[11].
- Cmentarze żydowskie – trzy nieczynne nekropolie żydowskie. Jedna z nich, na tzw. Żydowskiej Górce w dzielnicy Chełm, była największą nekropolią żydowską na Pomorzu. Zachował się tam ohel.

- cmentarz Św. Józefa i Św. Brygidy[12] – komunalny cmentarz zlikwidowany w 1945. Mieścił się na osiedlu Aniołki, przy ulicy Kolonia Jordana.